# Greg Demos
Gregory John (Greg) Demos is een Amerikaans jurist en muzikant. Sinds 2015 is hij magistraat van het Franklin Municipal Court in Franklin, Ohio. Demos is als muzikant  bekend als bassist van Guided by Voices maar heeft daarnaast ook gespeeld in 3 Dream Bag en The New Creatures.

## Biografie
Demos leerde Guided by Voices' zanger Robert Pollard kennen tijdens een optreden met The New Creatures in 1987 waarbij Pollard, aanwezig in het publiek, het podium op klom en meezong met de band. Er volgde een vriendschap en de twee gingen samenwerken op muzikaal gebied. Pollard verzorgde de achtergrondzang op drie liederen op het album Rafter tag (1987). Vanaf 1990 trad Demos op als sessiemuzikant bij opnames voor albums van Guided by Voices.
Demos voegde zich bij de vaste bezetting van de band toen Guided by Voices tekende bij Matador Records in 1994. In 1996 viel de toenmalige bezetting uit elkaar. Hoewel Demos nog wel optrad met de band, functioneerde hij niet langer als sessiemuzikant. Hij kon het spelen in de band steeds minder combineren met zijn werk als advocaat. Pollard ging verder met de bandleden van Cobra Verde wat resulteerde in het album Mag Earwhig! (1997).

## Discografie
Hieronder volgt een overzicht van de studioalbums waar Demos aan heeft meegewerkt als bandlid.

### Met The New Creatures
- Media brainwash, 1984
- Rafter tag, 1987

### Met 3 Dream Bag
- The fertile octogenarian, 2001
- Memory garden, 2007

### Met Guided by Voices
- Same place the fly got smashed, 1990
- Propeller, 1992
- Bee thousand
- Alien lanes, 1995
- Do the collapse, 1999
- Let's go eat the factory, 2012
- Class clown spots a ufo, 2012
- The bears for lunch, 2012
- English little league, 2013
- Motivational jumpsuit, 2014
- Cool planet, 2014

### Met Robert Pollard
- Kid marine, 1999
- Choreographed man of war, 2001
- Motel of fools, 2003
- Lightninghead to coffeepot, 2005